# Volkswagen Polo V
La quinta generación del Polo se presentó en el Salón del Automóvil de Ginebra de 2009, se comenzó a producir en la última semana de marzo de 2009, y se comenzó a vender en Europa en junio de ese año. Inicialmente se presentó un hatchback de cinco puertas, así como una carrocería de tres puertas de corte más deportivo. El bastidor es el mismo del SEAT Ibiza IV, del Škoda Fabia II y del Audi A1. Este nuevo Polo aumenta sus dimensiones, quedando ahora en 3.970 mm de longitud total, un ancho total de 1.682 mm, un a altura total de 1.485 mm, y una distancia entre ejes de 2.470 mm, independientemente de este claro aumento en sus dimensiones en relación con la generación anterior, su peso vehicular disminuye en un 7.5%.

## Tecnología y equipo
En total hay contemplados siete diferentes motores para el nuevo Polo, con potencias entre 60 y 105 CV, destacando un totalmente nuevo motor gasolina 1.2 L TSI de 105 CV (77 kW), y un motor Diésel 1.6 L TDI de 90 CV.
Opcionalmente existen paquetes «Bluemotion», que combinados con el 1.2 L TDI, su nivel de emisiones quedará en 96 g/km CO2. Cabe destacar que el motor diésel «1.2 L TDI» (EA111) desafortunadamente es el único y forma parte del escándalo de las emisiones de Volkswagen.
Inicialmente el Polo está disponible en tres versiones: el «Polo Trendline», el «Polo Comfortline», y el «Polo Highline». Entre los equipos opcionales disponibles se encuentran las bolsas de aire tipo cortina, las luces de xenón, distintos sistemas de radio combinables con sistemas GPS y manos libres para teléfonos celulares, un techo panorámico de cristal, entre otros.
La transmisión automática se reemplazará por una robotizada de doble embrague de siete velocidades. Los motores de gasolina serán de entre 85 y 105 CV de potencia máxima, y los diésel incluirán un tres cilindros en línea de 1.2 litros y 75 CV, así como varias de 1.6 litros.

## Seguridad
En cuanto a la seguridad del vehículo, se ha mejorado con una disminución de la deformación del área frontal en un 50% y lateralmente en un 20%, Adicionalmente, los automóviles destinados al continente europeo se presentan con el ESP como equipo de serie, junto con un sistema de control de paradas en pendientes (Hill Hold Control). Igualmente, el nuevo Polo combina bolsas de aire frontales y laterales con tensionadores para los cinturones de seguridad, luces indicadoras en el tablero de mandos, así como cabeceras frontales que son capaces de contrarrestar el riesgo de lesiones por «latigazo». Adicionalmente se montan tres cabeceras traseras y anclajes para los asientos para niños tipo «Isofix».

## Versiones especiales

### Volkswagen Polo Sedán V
En 2010 se comenzó a comercializar la versión sedán del Polo. Se fabrica en India y Rusia, y se denomina Polo Sedán o Vento según el mercado. El modelo también se comercializa como el Škoda Rapid (no confundir con el hermano del Seat Toledo IV), diferenciándose por su parrilla y otros detalles estéticos.

### Volkswagen Polo GTI V
El Polo GTI V fue presentado en el Salón del Automóvil de Ginebra de 2010. Exteriormente ha crecido en las dimensiones, es más ligero y tiene las mismas señas de identidad del Golf GTI, incluyendo la tapicería de cuadros.
Tiene un motor 1.4 TSI de 178 CV, y acelera de 0 a 100 km/h en 6,9 segundos, al igual que el Golf GTI. Su velocidad máxima es de 228 km/h, unos 12 km/h menos que el Golf GTI.
Además, posee un diferencial electrónico XDS que reparte el par entre las ruedas delanteras, lo cual mejora el agarre en curvas.

## Motorizaciones (2009-2014)
| Periodo                        | 2009-2014             | 2010-2014             | 2009-2014                                         | 2011-2014                                         | 2009-2014                                         | 2012-2014                                         | 2010-2014                                   | 2013-2014                        |
| Tipo de motor                  | L3 12v                | L3 12v                | L4 16v                                            | L4 8v, inyección directa, turbo                   | L4 8v, inyección directa, turbo                   | L4 16v, inyección directa, turbo                  | L4 16v, inyección directa, turbo, compresor | L4 16v, inyección directa, turbo |
| Cilindrada                     | 1198 cm³              | 1198 cm³              | 1390 cm³                                          | 1197 cm³                                          | 1197 cm³                                          | 1395 cm³                                          | 1390 cm³                                    | 1984 cm³                         |
| Relación de compresión         | 10.3: 1               | 10.5: 1               | 10.5: 1                                           | 10.0: 1                                           | 10.0: 1                                           | 10.5: 1                                           | 10.0: 1                                     | 9.8: 1                           |
| Potencia máxima: CV (kW) @ rpm | 60 CV (44 kW) @ 5200  | 70 CV (51 kW) @ 5400  | 86 CV (63 kW) @ 5000                              | 90 CV (66 kW) @ 4500                              | 105 CV (77 kW) @ 5000                             | 150 CV (110 kW) @ 4500-6000                       | 180 CV (132 kW) @ 6200                      | 220 CV (162 kW) @ 4500-6300      |
| Par máximo: Nm @ rpm           | 108 Nm @ 3000         | 112 Nm @ 3000         | 132 Nm @ 3800                                     | 160 Nm @ 1500-3500                                | 175 Nm @ 1550-4100                                | 250 Nm @ 1500-3500                                | 250 Nm @ 2000-4500                          | 350 Nm @ 2500-4400               |
| Tracción                       | Delantera             | Delantera             | Delantera                                         | Delantera                                         | Delantera                                         | Delantera                                         | Delantera                                   | Delantera                        |
| Transmisión                    | Manual, 5 velocidades | Manual, 5 velocidades | Manual, 5 velocidades / Automática, 7 velocidades | Manual, 5 velocidades / Automática, 7 velocidades | Manual, 6 velocidades / Automática, 7 velocidades | Manual, 6 velocidades / Automática, 7 velocidades | Automática, 7 velocidades                   | Automática, 6 velocidades        |
| Aceleración 0–100 km/h         | 16.1 s                | 14.1 s                | 11.3 s                                            | 10.9 s                                            | 9.7 s                                             | 7.9 s                                             | 6.9 s                                       | 6.4 s                            |
| Velocidad máxima               | 157 Km/h              | 165 Km/h              | 177 Km/h                                          | 182 Km/h                                          | 190 Km/h                                          | 210 Km/h                                          | 229 Km/h                                    | 243 Km/h                         |
| Consumo combinado (L/100 km)   | 5.5                   | 5.2                   | 5.9                                               | 5.1                                               | 5.3                                               | 4.5                                               | 5.9                                         | 7.5                              |

| Periodo                        | 2010-2014                                                                  | 2009-2014                                                                  | 2009-2010                                                                  | 2009-2014                                                                  | 2009-2014                                                                  | 2009-2014                                                                  |
| Tipo de motor                  | L3 12v, inyección directa, common-rail, turbo, filtro antipartículas (DPF) | L3 12v, inyección directa, common-rail, turbo, filtro antipartículas (DPF) | L4 16v, inyección directa, common-rail, turbo, filtro antipartículas (DPF) | L4 16v, inyección directa, common-rail, turbo, filtro antipartículas (DPF) | L4 16v, inyección directa, common-rail, turbo, filtro antipartículas (DPF) | L4 16v, inyección directa, common-rail, turbo, filtro antipartículas (DPF) |
| Cilindrada                     | 1199 cm³                                                                   | 1199 cm³                                                                   | 1598 cm³                                                                   | 1598 cm³                                                                   | 1598 cm³                                                                   | 1598 cm³                                                                   |
| Relación de compresión         | 16.5: 1                                                                    | 16.5: 1                                                                    | 16.5: 1                                                                    | 16.5: 1                                                                    | 16.5: 1                                                                    | 16.5: 1                                                                    |
| Potencia máxima: CV (kW) @ rpm | 75 CV (55 kW) @ 4200                                                       | 75 CV (55 kW) @ 4200                                                       | 75 CV (55 kW) @ 4000                                                       | 90 CV (66 kW) @ 4200                                                       | 105 CV (77 kW) @ 4400                                                      | 90 CV (66 kW) @ 4200                                                       |
| Par máximo: Nm @ rpm           | 180 Nm @ 2000                                                              | 180 Nm @ 2000                                                              | 195 Nm @ 1500-2000                                                         | 230 Nm @ 1500-2500                                                         | 250 Nm @ 1500-2500                                                         | 230 Nm @ 1500-2500                                                         |
| Tracción                       | Delantera                                                                  | Delantera                                                                  | Delantera                                                                  | Delantera                                                                  | Delantera                                                                  | Delantera                                                                  |
| Transmisión                    | Manual, 5 velocidades                                                      | Manual, 5 velocidades                                                      | Manual, 5 velocidades                                                      | Manual, 5 velocidades / Automática, 7 velocidades                          | Manual, 5 velocidades                                                      | Manual, 5 velocidades                                                      |
| Aceleración 0–100 km/h         | 13.9 s                                                                     | 13.9 s                                                                     | 13.9 s                                                                     | 11.5 s                                                                     | 10.4 s                                                                     | 11.5 s                                                                     |
| Velocidad máxima               | 170 Km/h                                                                   | 173 Km/h                                                                   | 170 Km/h                                                                   | 180 Km/h                                                                   | 190 Km/h                                                                   | 180 Km/h                                                                   |
| Consumo combinado (L/100 km)   | 3.8                                                                        | 3.4                                                                        | 4.2                                                                        | 4.2                                                                        | 4.2                                                                        | 3.7                                                                        |

### Motorizaciones (2014-2017)
| Periodo                        | 2014-presente             | 2014-presente         | 2014-presente             | 2014-presente         | 2014-presente                                     | 2014-presente                                     | 2014-presente                                     | 2014-presente                                     | 2014-presente                                     |                                                   |
| Tipo de motor                  | L3 12v                    | L3 12v                | L3 12v                    | L3 12v                | L3 12v, inyección directa, turbo                  | L3 12v, inyección directa, turbo                  | L4 16v, inyección directa, turbo                  | L4 16v, inyección directa, turbo                  | L4 16v, inyección directa, turbo                  | L4 16v, inyección directa, turbo                  |
| Cilindrada                     | 999 cm³                   | 999 cm³               | 999 cm³                   | 999 cm³               | 999 cm³                                           | 999 cm³                                           | 1197 cm³                                          | 1197 cm³                                          | 1395 cm³                                          | 1798 cm³                                          |
| Relación de compresión         | 10.5: 1                   | 10.5: 1               | 10.5: 1                   | 10.5: 1               | 10.5: 1                                           | 10.5: 1                                           | 10.5: 1                                           | 10.5: 1                                           | 10.0: 1                                           | 10.5: 1                                           |
| Potencia máxima: CV (kW) @ rpm | 60 CV (44 kW) @ 5000-6000 | 75 CV (55 kW) @ 6200  | 60 CV (44 kW) @ 5000-6000 | 75 CV (55 kW) @ 6200  | 95 CV (70 kW) @ 5000-5500                         | 110 CV (81 kW) @ 5000-5500                        | 90 CV (66 kW) @ 4800                              | 110 CV (81 kW) @ 5000                             | 150 CV (110 kW) @ 5000-6000                       | 192 CV (141 kW) @ 4200-6200                       |
| Par máximo: Nm @ rpm           | 95 Nm @ 3000-4300         | 95 Nm @ 3000-4300     | 95 Nm @ 3000-4300         | 95 Nm @ 3000-4300     | 160 Nm @ 1500-3500                                | 200 Nm @ 2000-3500                                | 160 Nm @ 1400-4000                                | 175 Nm @ 1500-4000                                | 250 Nm @ 1500-3000                                | 320 Nm @ 1450-4200                                |
| Tracción                       | Delantera                 | Delantera             | Delantera                 | Delantera             | Delantera                                         | Delantera                                         | Delantera                                         | Delantera                                         | Delantera                                         |                                                   |
| Transmisión                    | Manual, 5 velocidades     | Manual, 5 velocidades | Manual, 5 velocidades     | Manual, 5 velocidades | Manual, 5 velocidades / Automática, 7 velocidades | Manual, 5 velocidades / Automática, 7 velocidades | Manual, 5 velocidades / Automática, 7 velocidades | Manual, 6 velocidades / Automática, 7 velocidades | Manual, 6 velocidades / Automática, 7 velocidades | Manual, 6 velocidades / Automática, 7 velocidades |
| Aceleración 0–100 km/h         | 15.5 s                    | 14.1 s                | 15.5 s                    | 14.1 s                | 10.5 s                                            | 9.3 s                                             | 10.8 s                                            | 9.3 s                                             | 7.8 s                                             | 6.7 s                                             |
| Velocidad máxima               | 161 Km/h                  | 173 Km/h              | 161 Km/h                  | 173 Km/h              | 191 Km/h                                          | 196 Km/h                                          | 184 Km/h                                          | 196 Km/h                                          | 220 Km/h                                          | 236 Km/h                                          |
| Consumo combinado (L/100 km)   | 5.0                       | 5.1                   | 4.7                       | 4.8                   | 4.1                                               | 4.3                                               | 4.7                                               | 4.9                                               | 4.8                                               | 6.0                                               |

| Periodo                        | 2014-presente                                                              | 2014-presente                                                              | 2014-presente                                                              |
| Tipo de motor                  | L3 12v, inyección directa, common-rail, turbo, filtro antipartículas (DPF) | L3 12v, inyección directa, common-rail, turbo, filtro antipartículas (DPF) | L3 12v, inyección directa, common-rail, turbo, filtro antipartículas (DPF) |
| Cilindrada                     | 1422 cm³                                                                   | 1422 cm³                                                                   | 1422 cm³                                                                   |
| Relación de compresión         | 16.1: 1                                                                    | 16.1: 1                                                                    | 16.1: 1                                                                    |
| Potencia máxima: CV (kW) @ rpm | 75 CV (55 kW) @ 3000-3750                                                  | 90 CV (66 kW) @ 3500                                                       | 105 CV (77 kW) @ 3500-3750                                                 |
| Par máximo: Nm @ rpm           | 210 Nm @ 1500-2000                                                         | 230 Nm @ 1500-2500                                                         | 250 Nm @ 1750-2500                                                         |
| Código motor                   | CUSA                                                                       | CUSB                                                                       | CUTA                                                                       |
| Tracción                       | Delantera                                                                  | Delantera                                                                  | Delantera                                                                  |
| Transmisión                    | Manual, 5 velocidades                                                      | Manual, 5 velocidades / Automática, 7 velocidades                          | Manual, 5 velocidades                                                      |
| Aceleración 0–100 km/h         | 12.9 s                                                                     | 10.9 s                                                                     | 9.9 s                                                                      |
| Velocidad máxima               | 173 Km/h                                                                   | 184 Km/h                                                                   | 194 Km/h                                                                   |
| Consumo combinado (L/100 km)   | 3.4                                                                        | 3.4                                                                        | 3.4                                                                        |

## Galería
|                                      |
| Vista de la luz trasera de un Polo V |

|                                                       |
| Polo 6R hatchback de cinco puertas línea Comfortline. |

|                                                       |
| Polo 6R hatchback de cinco puertas línea Comfortline. |

|            |
| Polo V GTI |

|                      |
| Volkswagen CrossPolo |

|                       |
| Volkswagen Polo R WRC |

|          |
| Interior |

|                                       |
| Parte frontal de un Polo V rediseñado |

|                                           |
| Vista trasera de un Polo V TSI rediseñado |